# Marta Pessoa
Marta Pessoa (Lisboa, 1974), é uma realizadora e produtora portuguesa de documentários e filmes de ficção. Ganhou o Prémio Especial Amnistia Internacional no festival IndieLisboa em 2015.

## Percurso
Marta Pessoa nasceu em Lisboa no dia 24 de Março de 1974. 
Frequentou o curso de Cinema da Escola Superior de Teatro e Cinema e formou-se em Realização e Imagem na Universidade Nova de Lisboa. 
Trabalhou com várias realizadoras como operadora de câmara, entre eles encontram-se: Margarida Leitão, Solveig Nordlund, Leonel Vieira, Sérgio Tréfaut, Rui Simões. 

## Prémios
Ganhou o prémio de Melhor Curta-metragem no festival Caminhos do Cinema Português de 2004 com a curta-metragem Dia de Feira. 
Com o documentário Lisboa Domiciliária, venceu o Grande Prémio do Filminho - Festival de Cinema Galego e Português. 
Em 2015 recebeu o prémio especial Amnistia Internacional no festival IndieLisboa pelo documentário O Medo à Espreita. 
Em 2023, o seu filme “Rosinha e outros bichos do mato” vence o Prémio Árvore da Vida, atribuído pelo Secretariado Nacional da Pastoral da Cultura (SNPC).

## Filmografia Seleccionada
Realizou: 
- 1999 - Nicolau, Estória dum Pinguim

- 2004 - Dia de Feira [9]

- 2005 - Alguém Olhará Por Ti [10]

- 2007 - Manual do Sentimento Doméstico [11][12]

- 2009 - Lisboa Domiciliária [13]

- 2011 - Quem Vai à Guerra [14]

- 2015 -  Bolor Negro [15]

- 2016 - O Medo à Espreita [16][17]
- 2019 - Donzela Guerreira [18][19]
- 2022 - Um Nome Para o Que Sou, documentário sobre o livro As Mulheres do Meu País [20]

## Ligações Externas
- Donzela Guerreira - Trailer
- Canal Q | Entrevista a Marta Pessoa
- Arquivos RTP | Marta Pessoa entrevistada por Isabel Angelino no programa Há Conversa (2010)